# أخميم الجديدة
أخميم الجديدة هي مدينة مصرية جديدة مخططة من مدن الجيل الثالث، تقع في محافظة سوهاج، وتتبع إدارياً لهيئة المجتمعات العمرانية الجديدة، أنشأت بقرار رئيس جمهورية مصر العربية رقم 195 لسنة 2000 والمعدل بقرار رئيس الوزراء رقم 1623 لسنة 2015.
أنشأت مدينة أخميم الجديدة للتخفيف من الازدحام بمدينة سوهاج وخاصةً الجزء الشرقي منها ولتكون امتداداً طبيعياً لها، وتنقسم المدينة طبقًا لمخططها العام إلى عدة أحياء سكنية، تضم العديد من المدارس، الحضانات، مباني للخدمات الحكومية، مجمعات تجارية، مستشفيات، بنوك، نوادي رياضية، مناطق ترفيهية، منطقة للجامعات ومعاهد التعليم العالي، وكذلك منطقة صناعية تشمل مختلف الأنشطة الصناعية واللوجستية، ومنطقة مخازن.
المخطط العام للمدينة يشمل مناطق سكنية، وخدمية، وصناعية (صناعات يدوية حرفية لما تتميز به المدينة الأم بهذه الصناعات مثل الغزل والنسيج والمواد الغذائية) وسياحية، وترفهية، وذلك لموقعها المميز ووجود المنطقة الأثرية بالمدينة الأم.

## التسمية
سُميت المدينة الجديدة بإسم مدينة أخميم والتي يبدو أن إسمها مشتق من كلمتي خنت مين الفرعونية وخمين القبطية. كان إلهها مين، وكان يُعرف في العصر الهلنستي ببان، ومن هنا جاء اسم بانوبوليس، الذي يعني "مدينة بان". يشار إليها أيضًا باسم شميس أو خميس، وكانت عاصمة الشميت أوالأقليم التاسع لمصر العليا.

## التاريخ
في 4 مايو 2000، أصدر رئيس الجمهورية القرار 195 لسنة 2000 بشأن اعتبار الأراضي المملوكة للدولة ملكية خاصة والواقعة على بعد 20 كم جنوب شرق مدينة أخميم الحالية من مناطق إقامة المجتمعات العمرانية الجديدة.
في 25 يوليو 2012، وافق المركز الوطنى لتخطيط أراضى الدولة وافق في جلسته رقم (33) على تعديل القرار 195 لسنة 2000 بشأن حدود وحرم مدينة أخميم الجديدة، وذلك بالتنسيق بين هيئة المجتمعات العمرانية الجديدة ومحافظة سوهاج.
في 2 يوليو 2015، وافق مجلس الوزراء في القرار رقم 1623 لسنة 2015 على إعادة تخصيص مساحة 9930 فدان من الأراضي المملوكة للدولة ملكية خاصة لصالح هيئة المجتمعات العمرانية الجديدة لاستخدامها في إقامة مجتمع عمراني جديد يتمثل في مدينة أخميم الجديدة وإلغاء قرار رئيس الجمهورية رقم 195 لسنة 2000 بإنشاء مدينة أخميم الجديدة.
في 26 يوليو 2017، تم إزالة التعديات الواقعة على كردون مدينة أخميم الجديدة بإجمالي مساحة 305 أفدنة، في وجود الجهات الأمنية والقوات المسلحة وجهاز المدينة وشرطة التعمير.
في 21 سبتمبر 2022، تم منح جهاز مدينة أخميم الجديدة شهادات الأيزو 9001 في نظم إدارة الجودة والأيزو 45001 في مجال السلامة والصحة المهنية والأيزو 14001 في نظم الإدارة البيئية. يعتبر جهاز مدينة أخميم الجديد ثالث جهاز مدينة على مستوى الجمهورية يمنح هذه الشهادات الدولية مجتمعة بعد مدينة سوهاج الجديدة ومدينة السادات.[بحاجة لمصدر]

## رؤساء المدينة
في 13 أبريل 2023، أصدر وزير الإسكان والمرافق والمجتمعات العمرانية، قرار بتكليف مصطفى هارب مساح خدیوي، رئيس جهاز تنمية مدينة سوهاج الجديدة والمشرف على جهاز تنمية مدينة أخميم الجديدة، العمل رئيسا لجهاز تنمية مدينة أخميم الجديدة.
|   |                       | بداية الفترة | نهاية الفترة | ملاحظات |
| - | --------------------- | ------------ | ------------ | ------- |
| 1 | حسام فتحى أمين        | 2015         | 2020         |         |
| 2 | أحمد مصطفى محمد       | 2020         | 2022         |         |
| 3 | مصطفى هارب مساح خدیوي | 2023         | الآن         |         |

## الجغرافيا

### الموقع
تقع شرق نهر النيل جنوب شرق مدينة أخميم، وتعد نافذة لمحافظة سوهاج على طريق الصعيد البحر الأحمر، والذي يربط بين محافظة سوهاج وميناء سفاجا ومدينة الغردقة وكذا طريق الجيش الشرقي القاهرة أسيوط، وبالقرب من المدينة الأم والتي تبعد 10 كيلومترات فقط. ويمر بها جنوبا وادي الأحايوة، ويحدها من الشمال الغربي وادي النزيزة ودير ماري جرجس ويبعد الحد الغربي الأوسط والجنوبي للمدينة حوالي 2 كم عن نهر النيل ويقترب الحد الغربي الشمالي بمسافه 1 كم من النهر.

### التقسيم الإداري
تنقسم المدينة إلى عدة مناطق رئيسية هي:
- منطقة الإمتداد أ.
- منطقة 55 فدان (الإسكان الإجتماعي).
- المنطقة السياحية والترفيهية.
- منطقة المجاورات السكنية الشمالية والشرقية والجنوبية (32 مجاورة سكنية).
- المنطقة الإستثمارية.
- منطقة الجامعات.
- المنطقة الصناعية.
- منطقة جنوب الصناعية.
- منطقة المخازن (المنطقة ب).
- منطقة مركز الإصلاح والتأهيل.

## السكان

### التركيبة السكانية
في 2022، بلغ عدد السكان بالمدينة نحو 200 نسمة، ومن المستهدف الوصول لنحو 250000 بحلول 2050.

## المخطط العام
المخطط العام للمدينة يشمل مناطق سكنية، وخدمية، وصناعية (صناعات يدوية حرفية لما تتميز به المدينة الأم بهذه الصناعات مثل الغزل والنسيج والمواد الغذائية) وسياحية، وترفهية، وذلك لموقعها المميز ووجود المنطقة الاثرية بالمدينة الأم. تبلغ المساحة الإجمالية للمدينة نحو 9.930 ألف فدان منها 4.200 ألف فدان كتلة عمرانية. ويتكون المخطط العام للمدينة مما يلي:
- منطقة تنمية سياحية وترفيهية خصص لها موقعاً على هضبة طبيعية إلى الشمال الشرقي من المدينة يمثل المدخل عند الطريق الإقليمي المقترح، نقطة تقابل للسياحة الوافدة إقليمياً من الغرب من البحر الأحمر وتلك القادمة من الشمال والجنوب حيث أقطاب السياحة الثقافية والأثرية، ويتكامل مع منطقة التنمية السياحية توفير امكانيات الإسكان السياحي المناسبة ومركز للخدمات السياحية والترفيهية.[14][15]
- منطقة تنمية صناعية حرفية[16] خصص لها موقع خارج حدود الحيز العمراني وإلى الجنوب الشرقي منه وتقع مباشرة على الطريق الإقليمي المقترح لتتكامل مع المشروعات التنموية الأساسية بالمنطقة وخاصة حي الكوثر في الشمال والأحايوة في الجنوب. وتبلغ مساحة المنطقة الصناعية نحو 200 فدان وتحتوي علي 512 قطعة صناعية مقسمة علي عدد 13 قطعة أرض صناعات كبيرة بمساحات تتراويح بين 2000 و7000 متراً مربعاً، و205 قطع أرض صناعات متوسطة بمساحات تتراوح بين 810 و1450 متراً مربعاً، و261 قطعة لصناعات صغيرة والورش بمساحات تتراوح بين 360 و450 متراً مربعاً، و33 قطعة لإقامة المعارض التجارية بالمدينة الصناعية بمساحات تتراوح بين 500 و3080 متراً مربعاً، و9 أفدنة لاقامة مشروعات خدمية تتضمن بنكا ومحطة تموين سيارات ومسجدا ومركز تدريب ومركز شرطة وإطفاء ووحدة صحية، ومبنيين إداريين.[17]
- منطقة المخازن خصص لها موقع خارج حدود الحيز العمراني وإلى الجنوب الشرقي منه وتقع مباشرة على الطريق الإقليمي غرب محطة محولات شرق سوهاج ويتوسطها منطقة خدمات. وتبلغ مساحة منطقة المخازن 100 فدانًا وتحتوي علي عدد 331 قطعة مخازن بمساحات تتراوح بين 415 و1880 متراً مربعاً.[18]
- منطقة مركز الإصلاح والتأهيل علي مساحة 580 فدان ويضم المركز:[19][20]

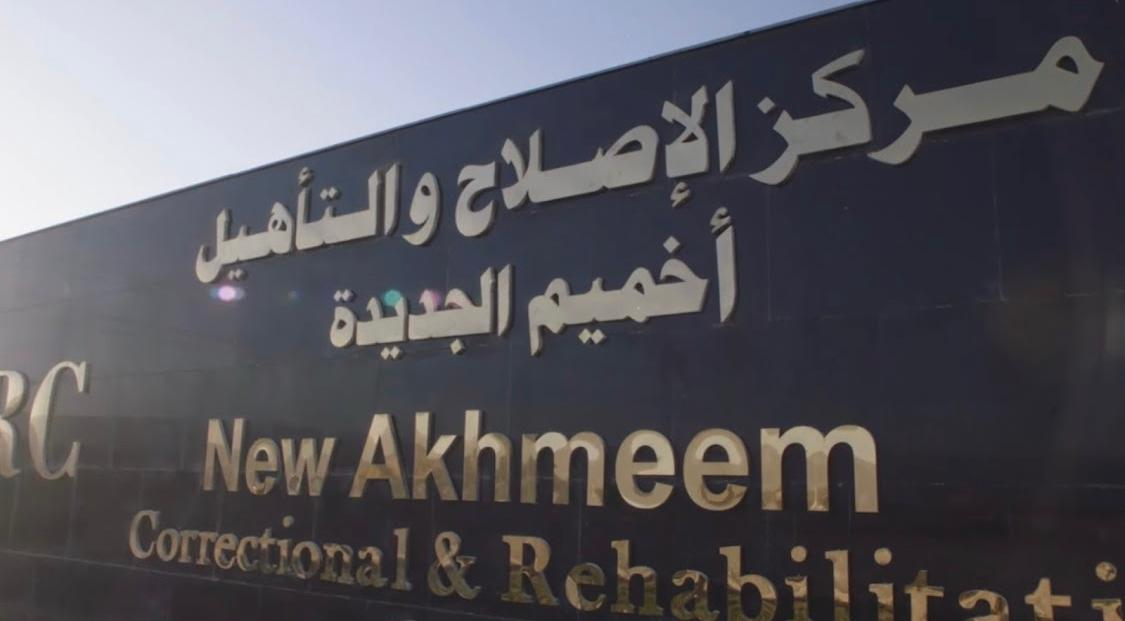
مركز الإصلاح والتأهيل بالمدينة علي مساحة 500 فدان

1. منطقة الإحتجاز وتضم 6 مراكز فرعية مصممة بالشكل الدائرى الحاكم لإتاحة تهوية وإنارة طبيعية على مدى اليوم لجميع النزلاء وكل العنابر مزودة بشاشات عرض تعرض برامج ثقافية ورياضية وتأهيلية، وأماكن مخصصة لإقامة الشعائر الدينية وأماكن مخصصة لذوى الاحتياجات الخاصة وغرفة لتجديد الحبس الاحتياطى.
2. منطقة التأهيل والإنتاج مناطق الزراعات المفتوحة والصوب الزراعية والثروة الحيوانية والداجنة والمصانع والورش الإنتاجية وفى المنطقة الخارجية للمركز منافذ لبيع المنتجات، كما يتم بيع منتجات المركز في المعارض التى ينظمها قطاع الحماية المجتمعية.
3. مستشفى مركزيًّا مجهزًا بأحدث المُعَدات والأجهزة الطبية وغرف عمليات تشمل جميع التخصصات وغرفًا للرعاية المركزة وغرفًا للعزل والطوارئ، بالإضافة إلى صيدلية مركزية، وقسم للمعامل والتحاليل والأشعة- وحدة الغسيل الكلوى، بالإضافة إلى العيادات التى تم تجهيزها بأحدث المُعَدات.
4. مجمع المحاكم والذى تم إنشاؤه لتحقيق أقصى درجات التأمين، ويضم 8 قاعات لجلسات المحاكمة «منفصلة إداريًّا» بسعة إجمالية 800 فرد حتى يتم عقد جلسات علانية لمحاكمة النزلاء بها وتحقيق المناخ الآمن لمحاكمة عادلة يتمتع فيها النزيل بجميع حقوقه، وتوفير عناء الانتقال إلى المحاكم المختلفة.

## البنية التحتية

### مياه الشرب والصرف الصحي
- يتم تغذية المدينة بمياه الشرب النقية من المحطة النقالي والخط النقال ومحطة الرفع "البوستر" على مسطح 2500 متر مربع وقد تصل الطاقة الانتاجية التصميمية للمحطة ( 2000 متر مكعب/ يوم).
- تم تنفيذ شبكة مياه وري بطول 80 كم وجاري تنفيذ 14 كم.
- تم تنفيذ منظومة حل عاجل للصرف الصحي المرحلة الأولى شاملة مناطق الخدمات والإسكان وقطع الأراضي.
- تم تنفيذ شبكات الصرف الصحي بطول 40 كم وجاري تنفيذ 13 كم.

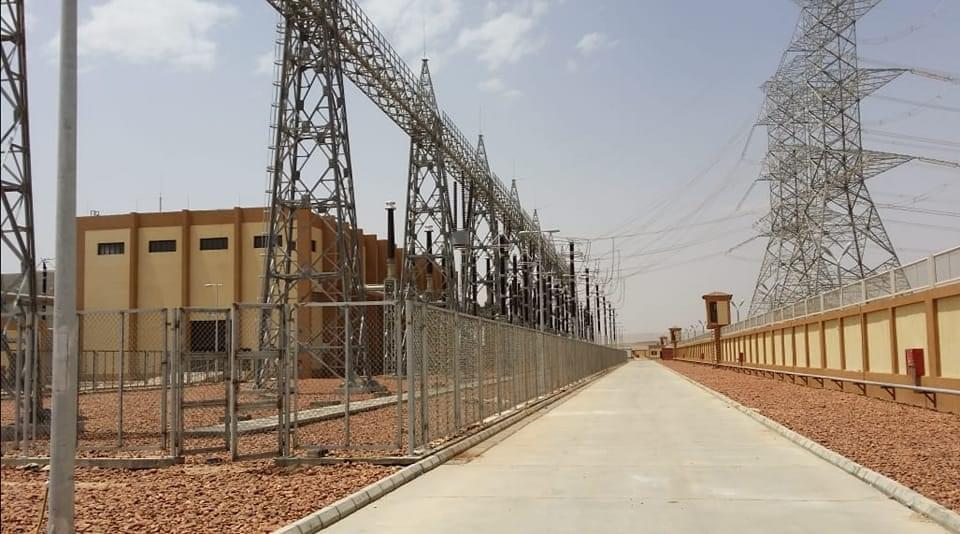
محطة محولات شرق سوهاج

### الكهرباء والإتصالات
- تتغذي المدينة من محطة محولات شرق سوهاج جهد 500/220/66/22 ك.ف، على مساحة 122 ألفا و500 متر مربع.[21][22]
- تم تنفيذ شبكات كهرباء بطول 70 كم.
- تم إنارة الطريق الشمالي الغربي ومنطقة 55 فدان للإسكان الإجتماعي وجاري إنارة الطريق الشمالي الشرقي.
- تم تنفيذ شبكات اتصالات بعدد 13236 خط رئيسي و2657 خط ثانوي.

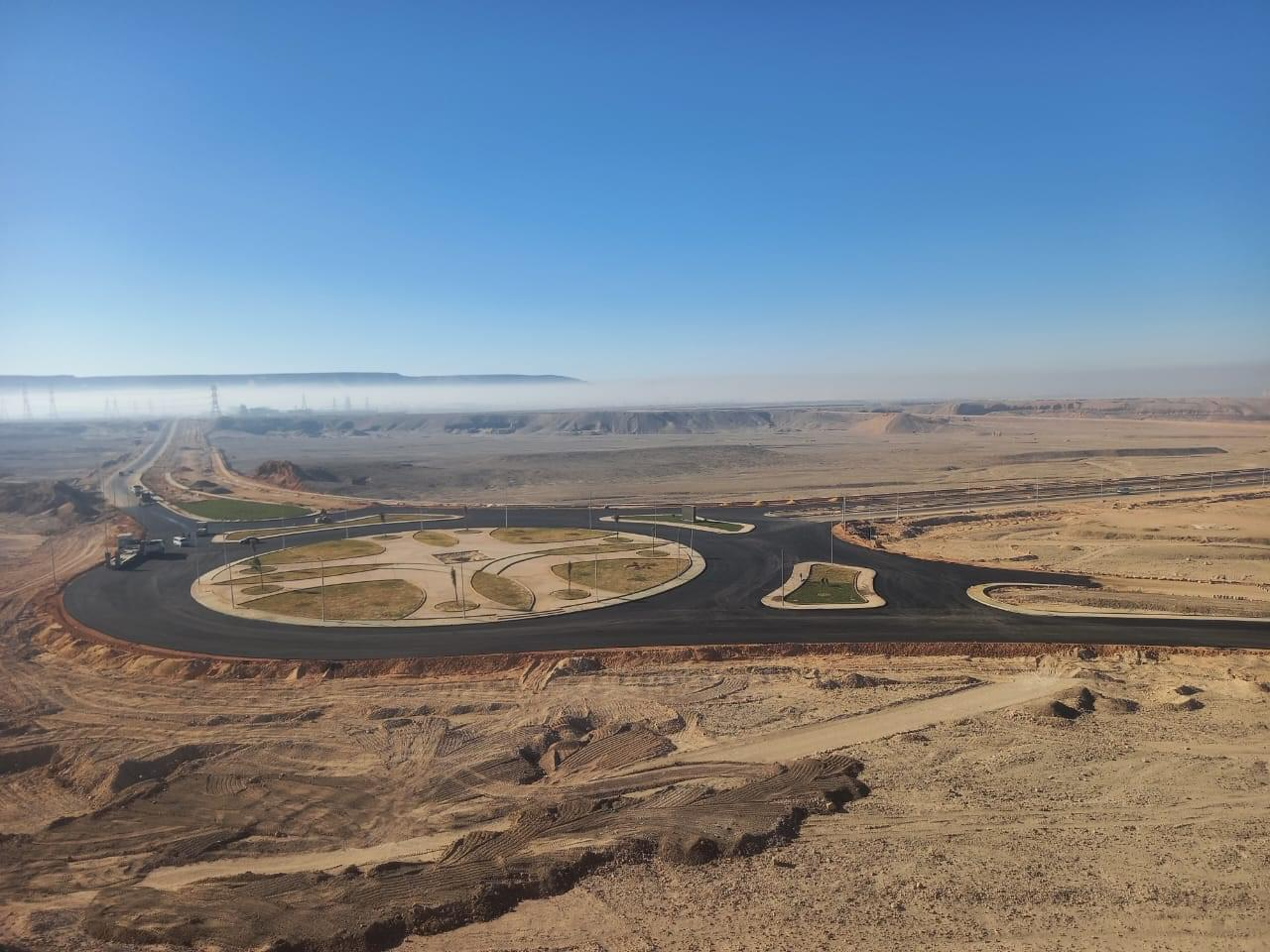
مدخل المدينة الشمالي الشرقي

### الطرق والمواصلات
- تم تنفيذ شبكة طرق بطول 91 كم وجار تنفيذ 21 كم.
- تم تنفيذ الطريق الدائري للمدينة يتكون من حارة داخلية وحارة الخارجية، والتي تشمل (أعمال الفرمة – طبقة الأساس – طبقة MCO - الطبقة الأسفلتية للحارة الخارجية).[23]
- تحيط الطرق الرئيسية بالمدينة؛ مما يسهل الوصول إليها من محافظات مصر، وهذه الطرق هي:

1. طريق الصعيد الصحراوي الشرقي.
2. طريق الغردقة - الأقصر.
3. طريق أخميم - جرجا.
4. طريق الحواويش - سوهاج.

- يمكن الوصول للمدينة عن طريق 3 طرق رئيسية وهي:

1. طريق المدخل الشمالي الشرقي بطول 6500 متر.
2. طريق المدخل الشمالي الغربي بطول 3500 متر.
3. طريق المدخل الجنوبي الشرقي (قيد التنفيذ).

### الغاز الطبيعي
- في إطار سعي جهاز مدينة أخميم الجديدة المستمر لتوفير الخدمات الأساسية والارتقاء بمستوى المعيشة داخل المدينة، أعلن جهاز مدينة أخميم الجديدة في يوم الأربعاء 16 يوليو 2025، عن اعتماد بروتوكول التعاون مع شركة الحديثة للغاز الطبيعي "إيجاس" ، تمهيدًا لبدء تنفيذ مشروع توصيل الغاز الطبيعي للوحدات السكنية بالمدينة.

## الدين
تضم مدينة أحميم الجديدة العديد من دور العبادة من أهمها:
| - مسجد الصالحين علي مساحة 1290 متر مربع. - مسجد الرحمن. | - كنيسة القديس يوسف النجار علي مساحة 3200 متر مربع. |

## الخدمات
- يوجد بالمدينة 19 مبنى خدمي تم تنفيذة بواسطة هيئة تنمية المجتمعات العمرانية منها عدد (2) مدرسة و (2) وحدة صحية و (2) ملاعب رياضية (2) حضانة طفل و (3) سوق تجاري ومبنى بريد[27] ومبنى شرطة وإطفاء و مبنى جهاز المدينة و مخبز ومبنى إسعاف ومحطة محولات ونادي إجتماعي.[28]

- يوجد بالمدينة 8 مبنى خدمي تم تنفيذة بواسطة القطاع الخاص منها عدد (2) مسجد و (3) معاهد تعليمية و محطة وقود و كنيسة و (2) مدرسة خاصة.

### الحكومة
تضم مدينة أخميم الجديدة العديد من المرافق الحكومية التي توفر الخدمات للمواطنين من أهمها:

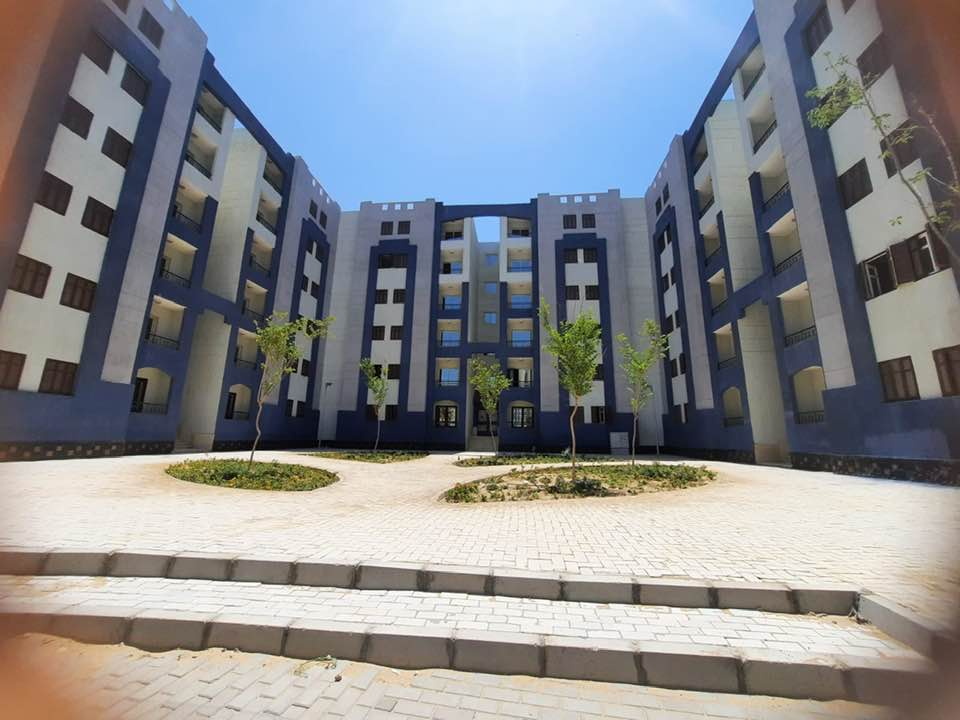
الإسكان الإجتماعي بمدينة أخميم الجديدة

| - مأمورية شهر عقاري وتوثيق. - مركز الإصلاح والتأهيل. - مكتب بريد. | - مركز شرطة. - وحدة إطفاء. - مبني جهاز المدينة. |

## الإسكان

### الإسكان الفاخر والمتميز
في 28 يناير 2025، كشف رئيس جهاز مدينة أخميم الجديدة عن خطة المدينة لطرح مشروع جديد يضم 24 عمارة سكنية ضمن مشروع "سكن مصر".

### الإسكان الإجتماعي
- قامت وزارة الإسكان بالتعاون مع هيئة المجتمعات العمرانية، بتوفر العديد من شقق الإسكان الأجتماعي حيث يبلغ إجمالي عدد الوحدات بالمدينة 2432 وحدة إسكان اجتماعي منفذة بمعرفة هيئة المجتمعات العمرانية، منها عدد 1632 وحدة سكنية لمحدودي الدخل تابعة لمشروع سكن لكل المصريين بواقع 68 عمارة،[31] والتي تتراوح مساحة الشقة فيها 90 متر مربع وعدد 800 وحدة سكنية نموذج البندق بواقع 40 عمارة،[32] والتي تتراوح مساحة الشقة فيها 65 متر مربع.[33][34][35]
- في 29 أبريل 2025، أعلن جهاز المدينة عن خطط المدينة لطرح مشروع جديد يضم 24 عمارة سكنية ضمن مشروع “سكن مصر”.[36]

### المجاورات السكنية
تضم مدينة أخميم الجديدة 32 مجاورة سكنية تضم قطع أراضي متوسطة ومميزة وأكثر تميزاً وهي كالآتي:
| قطاع الإسكان الشمالي إجمالي 1483 قطعة أرض. - المجاورة السكنية الأولي بعدد 82 قطعة أرض ويتخللها حضانة ومكتب بريد. - المجاورة السكنية الثانية بعدد 179 قطعة أرض ويتخللها مبني جهاز المدينة ومدرسة سمارت جينيس. - المجاورة السكنية الثالثة بعدد 132 قطعة أرض ويتخللها مدرسة تعليم أساسي ومسجد. - المجاورة السكنية الرابعة بعدد 122 قطعة أرض. - المجاورة السكنية الخامسة بعدد 102 قطعة أرض. - المجاورة السكنية السادسة بعدد 80 قطعة أرض. - المجاورة السكنية السابعة بعدد 52 قطعة أرض. - المجاورة السكنية الثامنة بعدد 110 قطعة أرض. - المجاورة السكنية التاسعة بعدد 148 قطعة أرض. - المجاورة السكنية العاشرة بعدد 98 قطعة أرض. - المجاورة السكنية الحادية عشر بعدد 74 قطعة أرض. - المجاورة السكنية الثانية عشر بعدد 95 قطعة أرض. - المجاورة السكنية الثالثة عشر بعدد 82 قطعة أرض. - المجاورة السكنية الرابعة عشر بعدد 81 قطعة أرض. - المجاورة السكنية الخامسة عشر بعدد 8 قطعة أرض. - المجاورة السكنية السادسة عشر بعدد 162 قطعة أرض. | قطاع الإسكان الجنوبي إجمالي 2548 قطعة أرض. - المجاورة السكنية السابعة عشر بعدد 146 قطعة أرض. - المجاورة السكنية الثامنة عشر بعدد 129 قطعة أرض. - المجاورة السكنية التاسعة عشر بعدد 114 قطعة أرض. - المجاورة السكنية العشرين بعدد 113 قطعة أرض. - المجاورة السكنية الحادية والعشرين بعدد 231 قطعة أرض. - المجاورة السكنية الثانية والعشرين بعدد 140 قطعة أرض. - المجاورة السكنية الثالثة والعشرين بعدد 117 قطعة أرض. - المجاورة السكنية الرابعة والعشرين بعدد 184 قطعة أرض. - المجاورة السكنية الخامسة والعشرين بعدد 187 قطعة أرض. - المجاورة السكنية السادسة والعشرين بعدد 205 قطعة أرض. - المجاورة السكنية السابعة والعشرين بعدد 110 قطعة أرض. - المجاورة السكنية الثامنة والعشرين بعدد 129 قطعة أرض. - المجاورة السكنية التاسعة والعشرين بعدد 195 قطعة أرض. - المجاورة السكنية الثلاثين بعدد 153 قطعة أرض. - المجاورة السكنية الحادية والثلاثين بعدد 209 قطعة أرض. - المجاورة السكنية الثانية والثلاثين بعدد 186 قطعة أرض. |

## التعليم
تضم مدينة أخميم الجديدة العديد من المدارس، المعاهد والجامعات، والمراكز البحثية من أهمها:
| - المعهد العالى للإدارة والمحاسبة بسوهاج علي مساحة 6916 متر مربع. - المعهد التكنولوجى للعلوم المالية والإدارية علي مساحة 5000 متر مربع. - المعهد التكنولوجي العالى للعلوم الصحية التطبيقية علي مساحة 14000 متر مربع. - معهد جمعية زهرة القري لتنمية المجتمع علي مساحة 5340 متر مربع. | - مدرسة سمارت جينيس علي مساحة 6742 متر مربع. - مدرسة آي سكول علي مساحة 11800 متر مربع. - مدرسة حي الإسكان الإجتماعي على مساحة 6700 متر مربع. - معهد النخبة الأزهري على مساحة 5000 متر مربع. |

## الصحة
تضم مدينة أخميم الجديدة العديد من المستشفيات والوحدات والمراكز والمختبرات الطبية من أهمها:
| - وحدة طب الأسرة بمنطقة 55 فدان. | - وحدة طب الأسرة بمنطقة الإسكان الإقتصادي. |

## الرياضة والترفيه
تضم مدينة أخميم الجديدة العديد من الملاعب والأندية من أهمها:
| - ملعب كرة قدم ثلاثي. - نادي مدينة أخميم الجديدة الرياضي علي مساحة 44700 متر مربع. | - ملعب كرة قدم خماسي علي مساحة 8600 متر مربع. - نادي الأنبا بسادة الإجتماعي علي مساحة 8020 متر مربع. |

## الاقتصاد

### المنطقة الصناعية
- تم الانتهاء كذلك من ترفيق المنطقة الصناعية بالمدينة بشبكات (مياه - صرف - ري - فرمة طرق) بمساحة 210 أفدنة وبتكلفة 40 مليون جنيه وجارٍ ترفيق منطقة المخازن والمنطقة الإقليمية والمنطقة الترفيهية بقيمة 40 مليون جنيه.[43][44]
- تضم المنطقة الصناعية عدد (13 قطعة صناعية كبيرة - 205 قطعة صناعات متوسطة - 261 قطعة صناعات صغيرة - 33 قطعة معارض).[45]
- في 28 يناير 2025، كشف رئيس جهاز مدينة أخميم الجديدة عن إسناد تنفيذ مشروع كهرباء المنطقة الصناعية بقيمة 277 مليون جنيه، بهدف تلبية متطلبات التنمية الصناعية المتزايدة.[46]

### البنك الأهلي المصري
- في 11 نوفمبر 2024، اجتمع رئيس جهاز مدينة أخميم الجديده مع ممثلى من البنك الأهلي المصري لتوقيع محضر استلام قطعه الارض المخصص لصالح البنك.
- الموقع المقترح لإنشاء البنك الأهلي المصري يقع على مسطح 2200 متر2 تقريبا بالحي الرابع ضمن منطقة (27 أ) شمال المدينة.